# .ad
.ad је највиши Интернет домен државних кодова (ccTLD) за Андору. Администрира га Servei de Telecomunicacions d'Andorra.